# Böde
Böde es un pueblo ubicado en el condado de Zala, Hungría.

## Superficie
Posee una superficie de 9,17 kilómetros cuadrados.

## Demografía
Hasta 2021 la población era de 265 habitantes, con una densidad de población de 28,8 habitantes por kilómetro cuadrado. En 2011 el 98,7% de la población estaba conformada por húngaros y la religión predominante era el catolicismo.